# Klimaș, Burgas
Klimaș (în bulgară Климаш) este un sat în comuna Sungurlare, regiunea Burgas,  Bulgaria. 

## Demografie
Componența etnică a satului Klimaș
     Turci (81,9%)
     Bulgari (16,25%)
     Nicio identificare (1,84%)
     Altele (0%)
La recensământul din 2011, populația satului Klimaș era de 326 locuitori. Din punct de vedere etnic, majoritatea locuitorilor (81,9%) erau turci, cu o minoritate de bulgari (16,25%). Pentru 1,84% din locuitori nu este cunoscută apartenența etnică.